# Roscheid (Attendorn)

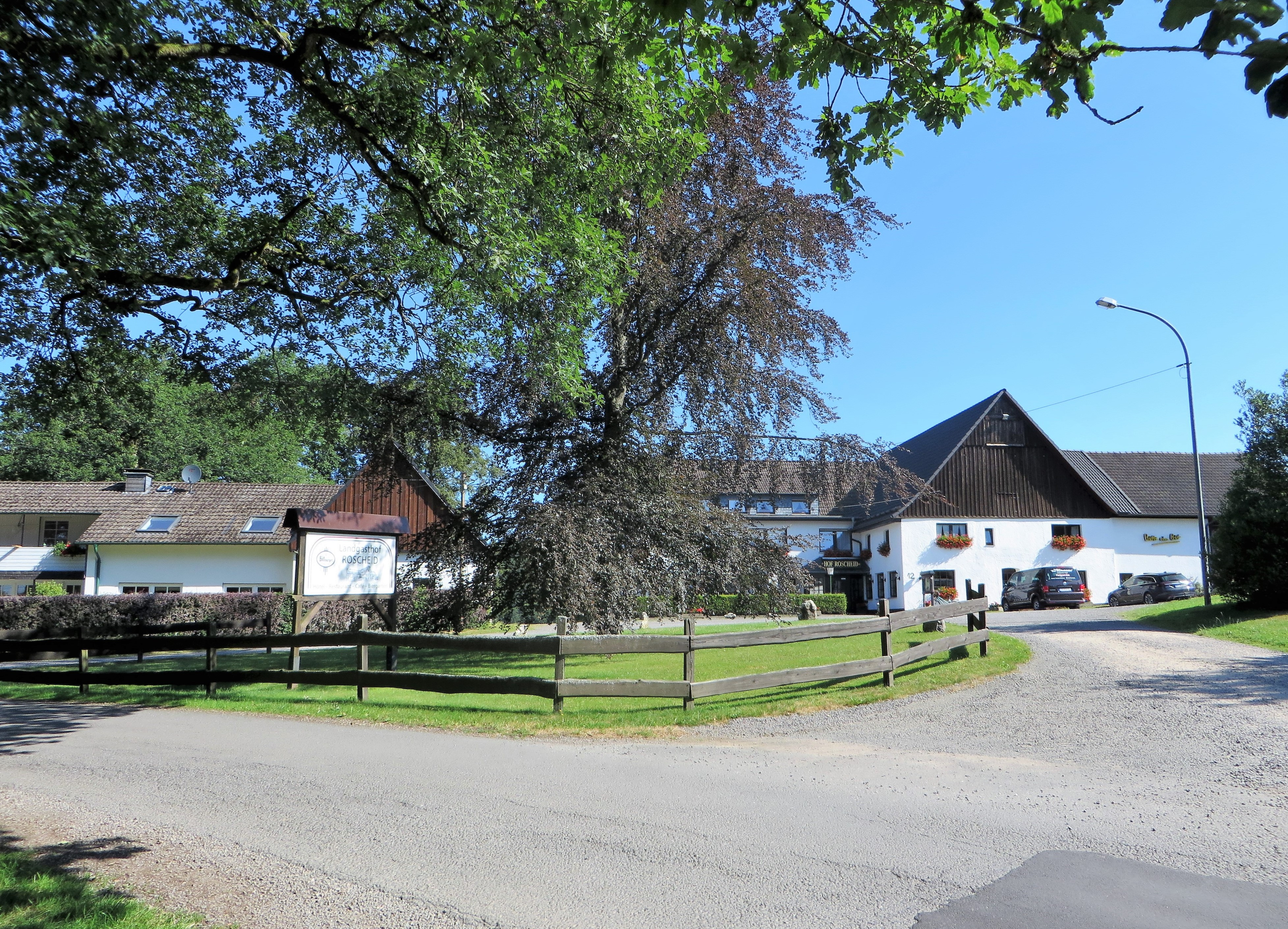
Blick auf den Landgasthof Roscheid

Roscheid ist ein Wohnplatz der Stadt Attendorn im Kreis Olpe (Nordrhein-Westfalen) und hat 21 Einwohner (Stand 30. Juni 2024).

## Geografie
Roscheid liegt auf 430 m Höhe westlich des Kernortes Attendorn, südwestlich von Windhausen, nördlich von Listerscheid am Südrand des Ebbegebirges.

## Geschichte
Roscheid wurde erstmals am 10. Oktober 1463 in einer Urkunde des Klosters Ewig erwähnt, als es in einem Streit des Klosters mit einem Attendorner Bürger um ein Erbgrundstück an einem „Berg genannt Rosscheit“ ging.
Erst 1601 ließ das Kloster auf Roscheid ein „sehr kleines Kötter Gut“ bauen. Der Pächter sollte dort auf die Klosterwälder achten.  Als einer der Pächter wird Jakob vom Roschet bis 1669 genannt, nach dessen Ableben sein Schwiegersohn Jakob Springob aus Lichtringhausen und nach dessen Tod im Jahre 1674 Jakob Bree, der die Witwe heiratete. Dieser zog aber 1678 auf das Köttergut Weltringhausen, und Nachfolger auf Roscheid wurde ein Leineweber.
Politisch gehörte Roscheid ehemals zum Amt Waldenburg und im Gogericht und Kirchspiel Attendorn zur Bauerschaft Albringhausen. Ab 1819 im Amt Attendorn zur Gemeinde Attendorn-Land.
Im Jahre 1893 wurde Hof Roscheid von Emmerich Luke gekauft. Er war bis dahin als Huf- und Wagenschmied in Petersburg tätig gewesen und betrieb dort auch eine Fuhrmannsschänke. Hofnachfolger wurde sein Sohn Josef Emmerich Luke (1887–1955). Dessen Sohn Norbert Luke sen. (1929–1996) stellte 1968 den Land- und Forstbetrieb in einen gastwirtschaftlichen Betrieb um. 1972 kam ein Hotelanbau hinzu und fünf Jahre später wurde ein Hallenbad mit Saunatrakt angebaut. 1979 wurde das Hotel noch einmal um einige Zimmer erweitert. Heute leitet die Familie Norbert Luke jun. den Landgasthof Roscheid als Landhotel, Restaurant und  Café. Außer dem Landgasthof gibt es an der Straße westlich vom Hof noch einige Wohnhäuser.
Das Adressbuch von 1956 führt in Roscheid die Namen „Luke (3 Personen) und Rüschenberg“ auf. 1988 hatte der Ortsteil 32 Einwohner.
Ein Wanderparkplatz in dem idyllisch inmitten von Wäldern und Wiesen gelegenen Roscheid ist Ausgangspunkt für Wanderungen über gut erschlossene Wege durch den Naturpark Ebbegebirge mit Anschluss an den Sauerland-Höhenflug.
Im Rahmen der kommunalen Neugliederung 1969 wurde die Gemeinde Attendorn-Land in die Stadt Attendorn eingegliedert.

## Religion, Vereine
Roscheid gehört zur Kirchengemeinde Lichtringhausen, Sport und Vereinsleben findet in den größeren Nachbarorten statt.